# Туньси
Туньси́ (кит. упр. 屯溪, пиньинь Túnxī) — район городского подчинения городского округа Хуаншань провинции Аньхой (КНР).

## История
Исторически эти места входили в состав уезда Сюнин. После того, как в ходе гражданской войны эти земли перешли под власть коммунистов, в июле 1949 года был образован Специальный район Хойчжоу (徽州专区), состоящий из 6 уездов; власти специального района сначала разместились в уезде Шэсянь, а затем перебрались в выделенный из уезда Сюнин город Туньси, напрямую подчинённый властям Специального административного района Ваньнань (皖南行政区). В 1952 году органы власти Специальных административных районов Ваньбэй и Ваньнань были объединены в Народное правительство провинции Аньхой, и город Туньси стал городом провинциального подчинения. В 1955 году город Туньси был понижен в статусе и тоже перешёл в подчинение властям Специального района.
В 1956 году Специальный район Хойчжоу был расформирован, и Туньси вновь стал городом провинциального подчинения. В январе 1961 году город Туньси был понижен в статусе, и стал посёлком в составе уезда Сюнин. В апреле 1961 года Специальный район Хойчжоу был воссоздан, а в августе 1961 года посёлок Туньси вновь стал городом, подчинённым властям Специального района. В 1962 году Туньси вновь стал городом провинциального подчинения. В 1963 году он был опять понижен в статусе, и вновь стал посёлком в составе уезда Сюнин.
В марте 1971 года Специальный район Хойчжоу был переименован в Округ Хойчжоу (徽州地区). В 1975 году посёлок Туньси вновь стал городом в составе округа Хойчжоу. В 1980 году уезд Нинго был передан в состав округа Сюаньчэн, а уезды Тайпин и Шитай перешли в состав округа Хойчжоу.
27 ноября 1987 года решением Госсовета КНР были расформированы округ Хойчжоу, город Туньси и городской уезд Хуаншань, и образован городской округ Хуаншань; бывший город Туньси стал районом городского подчинения Туньси.

## Административное деление
Район делится на 4 уличных комитета и 5 посёлков.